# Rathaus (Worms)
L'hôtel de ville (en allemand : Rathaus) de Worms est la mairie de la ville de Worms et se compose de plusieurs éléments de différentes époques.

## Histoire

### PremierRathaus
Entre 1223 et 1230, le conseil municipal a acheté la tour en pierre "Zum Zöllner", construite plus de 50 ans auparavant par le percepteur des douanes Werner. Le bâtiment se trouvait dans la rue appelée aujourd'hui Hagenstraße. Le conseil municipal l'a fait réparer pour ses besoins pour 2 000 marks. C'était politiquement sensible parce que le conseil municipal échappait ainsi (aussi) spatialement au pouvoir du souverain, l'évêque de Worms. Le conflit a été réglé en 1232/33 et se terminait par la démolition du bâtiment. Le conseil municipal s'est réuni pour des consultations - comme auparavant - sous la supervision de l'évêque dans sa résidence municipale, la cour de l'évêque. 

### Bürgerhof
En 1265, la ville a construit sur une partie du même site le Bürgerhof, une armurerie dans laquelle les armes des miliciens étaient stockées. Au début, le bâtiment n'avait pas la fonction d'un hôtel de ville. Ce n'est qu'au début du XVe siècle que les réunions du Conseil se sont de plus en plus déplacées vers set endroit, même si des actes juridiques formels, des élections et des serments ont encore lieu à la cour de l'évêque. En 1495, le maire contemporain de la ville de Worms, Reinhart Noltz, désignait alors le Bürgerhof comme hôtel de ville. Au cours des XVIe et XVIIe siècles, il y avait plusieurs extensions et modifications, qui sont documentées par des gravures dans la construction. En 1598, le bâtiment d'origine du XIIIe siècle était également  démoli. 

### Münze
La Münze était un complexe de trois bâtiments qui appartenait entièrement à la ville à partir de 1491. Il se tenait le long du marché, près de la bibliothèque de la ville d'aujourd'hui et de la partie occidentale de l'église de la Trinité et incluait au nord le bâtiment éponyme "Münze", qui servait à l’origine à une coopérative qui organisait le change. Ce complexe immobilier a été de plus en plus transformé en hôtel de ville et magnifiquement peint - en tant que démonstration de puissance contre l'évêque: Un poème sur les cérémonies impériales et une inscription sur la liberté de la ville remettaient l'évêque à sa place; en plus il y avait des représentations de Kriemhild, Siegfried et de deux géants.

### 1689 et les suites
En 1689, le Münze a été détruit lors de la guerre de la Ligue d'Augsbourg par les troupes du roi Louis XIV, le Bürgerhof fortement endommagé. Il y avait un plan de reconstruction, mais parce que les ressources de la ville totalement détruite devaient être utilisés ailleurs, le Bürgerhof a été réparé à mesure qu'il pourrait prendre en charge les fonctions de la mairie. Cela tenait les 200 ans suivants. La nef de l'église de la Trinité était construite sur la partie Nord du terrain où se trouvait le Münze.

### Nouveaux bâtiments duXIXesiècle

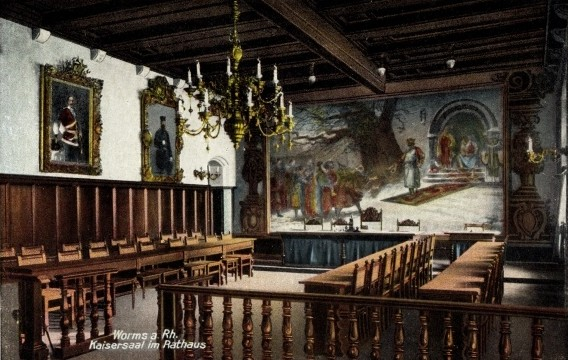
Salle du Conseil de Gabriel von Seidl

Seul l'essor qui a commencé à Worms avec la connexion à la voie ferrée à partir du milieu du XIXe siècle, le maire énergique Wilhelm Küchler et les contacts de l’industriel Worms Cornelius Wilhelm von Heyl zu Herrnsheim sur la scène artistique munichoise ont donné à Worms un hôtel de ville représentatif. En 1883, Gabriel von Seidl fut chargé des travaux et en avril 1885 l'hôtel était inauguré. Le bâtiment s'étend sur l'ancien Bürgerhof, du Bürgerhofgasse à l'Ouest longeant l'ancien «Ludwigstraße» (aujourd'hui Hagenstraße). Au premier étage se trouvait la salle du conseil pour laquelle l’industriel Nikolaus Andreas Reinhart avait fait don d’une peinture historique monumentale, une fresque de Hermann Prell.

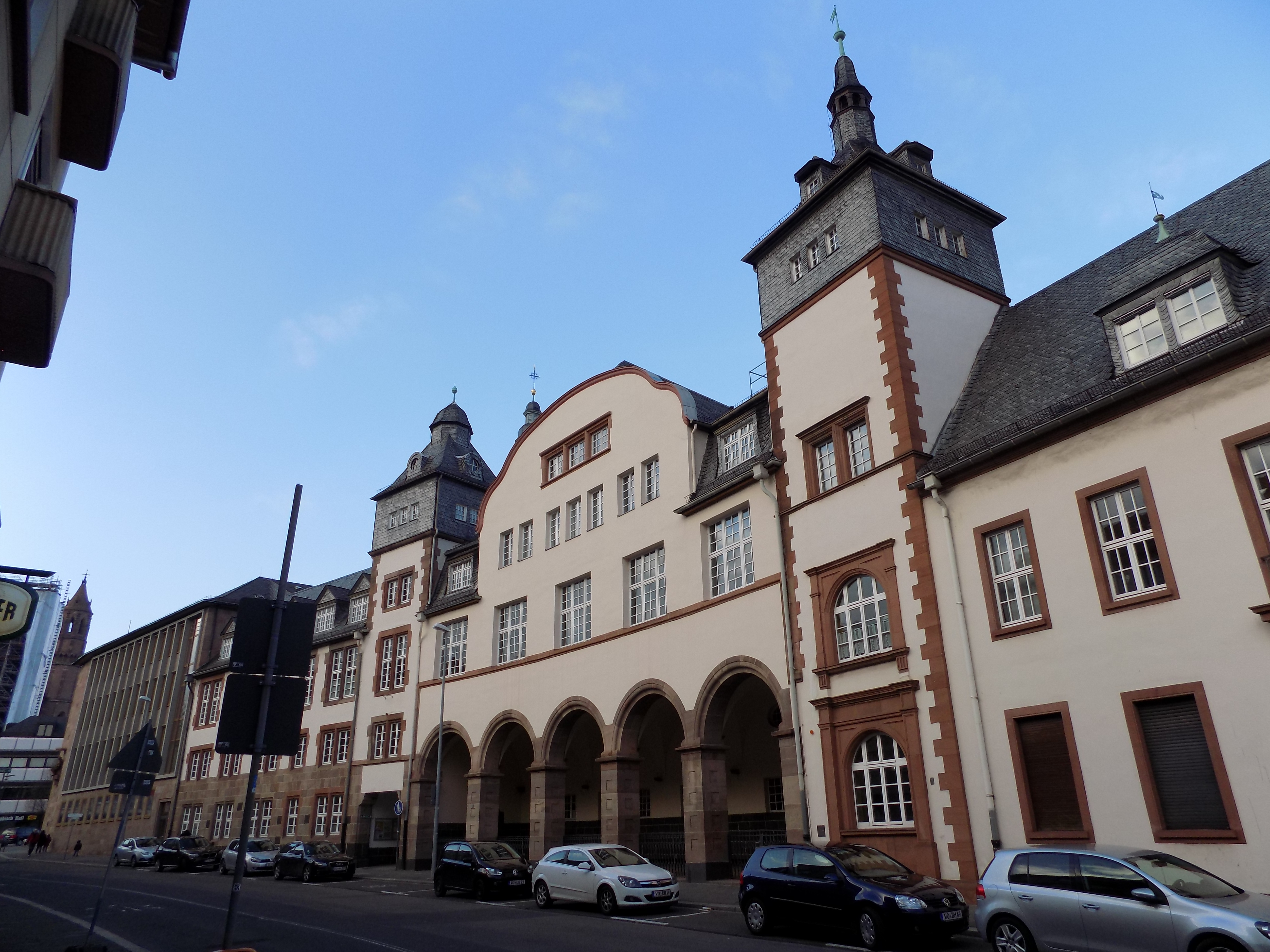
La salle des arcades de l'ancien hôtel de ville de Worms (Theodor Fischer) dans le Hagenstraße

La croissance rapide de la ville rendit nécessaire l'agrandissement de la mairie 20 ans plus tard. Au même temps, la famille von Heyl proposa de donner à la ville un bâtiment d’événement représentatif situé dans la partie sud de l’ancienne «Münze», qui ne serait pas couvert par l’église de la Sainte-Trinité, donc immédiatement à l’ouest de l’extension prévue du Rathaus. La construction a été confiée à l'architecte Theodor Fischer. Le bâtiment de l'événement porte le nom de la famille de Heyl «Cornelianum» et contenait, outre le grand hall, le «Nibelungensaal», d'autres salles de réception, une salle de mariage, une baignoire et une douche. La conception artistique a été réalisée par Karl Schmoll von Eisenwerth, Georg Wrba et Adolf von Hildebrand.
L'effondrement de la Première Guerre mondiale marque la fin abrupte d'un boom de plus de cinquante ans dans la ville. Cela signifie également que, jusqu'à la Seconde Guerre mondiale, la structure de l'hôtel de ville ne sera plus modifiée. Lors des bombardements de Worms le complexe a été bombardé. La salle des arcades (côté Hagenstraße) de l'ancienne mairie est restée.

## Époque actuelle

### Nouveau bâtiment
La reconstruction n'a été que partiellement complétée par une nouvelle construction: La ruine du Cornelianum existait encore quelque temps et était démolie seulement en 1960. Les ailes de Theodor Fischer et Gabriel von Seidl sont restées - dans la mesure où elles avaient survécu aux raids aériens - et ont été reconstruites jusqu'en 1955 sous des formes simplifiées. Nouveau était un complexe de construction considérablement plus grand construit dans les formes typiques des années 1950. Le maire adjoint de la construction de la ville, Walter Köhler, était déjà actif dans cette fonction sous le régime nazi et le restait encore. Il a eu recours à sa planification de 1941, en raison de laquelle il voulait construire des bâtiments au nord de l'hôtel de ville pour le NSDAP. Ce nouveau bâtiment avait sa façade principale sur la nouvelle place du marché créée en supprimant tous les bâtiments situés entre Petersstraße et l'église de la Trinité. Rudolf Lempp a participé au concours d'architecture et sa conception a été réalisée sous une forme révisée. Le 29 juin 1957, la première pierre de l'Hôtel de ville a été posée et le bâtiment était inauguré le 29 novembre 1958. 

### Description du bâtiment
La nouvelle mairie a trois étages et est construite autour d’une cour. La façade principale qui fait face à la place du marché est divisée en plusieurs parties: Au nord (le long du Petersstraße) une aile courte d'un niveau plus bas avec la salle de mariage au 2e étage, suivi du rez-de-chaussée donnant vers la place du marché surélevé sur des piliers sous lesquels la cour est accessible, puis la tour adjacente de l'hôtel de ville (portant une horloge astronomique et un carillon) où se trouve l'entrée principale. Le bâtiment a des toits en croupe. Le bâtiment est plâtrée, les fenêtres jambages sont en grès.
Le bâtiment est aujourd'hui un monument culturel en raison de la loi sur la protection des monuments.

## À savoir
L'aile la plus ancienne du bâtiment longeant la Bürgerhofgasse abrite dans des salles de époque moderne des peintures historiques du XIXe siècle (nommé le Reichstädtische Archiv) échappées à la destruction de la  Seconde Guerre mondiale. Cette aile de la mairie fait aujourd'hui part de la ''Stadtarchiv Worms''.